# Avia BH-23
Avia BH-23 là một mẫu thử máy bay tiêm kích chế tạo ở Tiệp Khắc năm 1926.

## Tính năng kỹ chiến thuật
Đặc điểm tổng quát
- Kíp lái: 1
- Chiều dài: 6.87 m (22 ft 6 in)
- Sải cánh: 8.90 m (29 ft 2 in)
- Chiều cao: 2.74 m (9 ft 0 in)
- Diện tích cánh: 22.0 m2 (237 ft2)
- Trọng lượng rỗng: 705 kg (1.554 lb)
- Trọng lượng có tải: 879 kg (1.938 lb)
- Powerplant: 1 × Hispano-Suiza 8Aa, 134 kW (180 hp)

Hiệu suất bay
- Vận tốc cực đại: 210 km/h (130 mph)